# Legia Varšava
KP Legia Warszawa SSA poljski je nogometni klub iz Varšave.

## Uspjesi
Prvenstvo Poljske
- Prvak (15): 1955., 1956., 1969./69., 1969./70., 1993./94., 1994./95., 2001./02., 2005./06., 2012./13., 2013./14., 2015./16., 2016./17., 2017./18., 2019./20., 2020./21.

Poljski nogometni kup
- Osvajač (21): 1954./55., 1955./56., 1963./64., 1965./66., 1972./73., 1979./80., 1980./81., 1988./89., 1989./90., 1993./94., 1994./95., 1996./97., 2007./08., 2010./11., 2011./12., 2012./13., 2014./15., 2015./16., 2017./18., 2022./23., 2024./25.

Poljski nogometni superkup
- Osvajač (6): 1989., 1994., 1997., 2008., 2023., 2025.

## Poznati igrači
- Domagoj Antolić
- Artur Boruc
- Łukasz Fabiański
- Roger Guerreiro
- Danijel Ljuboja
- Ján Mucha
- Eduardo Alves da Silva
- Włodzimierz Smolarek
- Ivica Vrdoljak
- Michał Żewłakow

## Vanjske poveznice
- Legia Varšava - Službena stranica
- Legia Warszawa (90minut.pl)